# ペンスキー・PC23
ペンスキー・PC23（Penske PC-23）は、ペンスキーがCART用に開発・設計されたオープンホイールレースカーである。1994年にチーム・ペンスキー、1995年にベッテンハウゼン・モータースポーツで使用された。設計者はナイジェル・ベネット。
1993年モデル「PC22」をベースに設計され、これまでに開発されたオープンホイール・レーシングカーの中でも最も優れたマシンの一つで、1994年シーズンとインディアナポリス500でアル・アンサーJr.が制し、エマーソン・フィッティパルディ、ポール・トレーシーと共に16戦中12勝を挙げ、10回のポールポジションと28回の表彰台を獲得した。この年にペンスキーはコンストラクターズタイトル、イルモアエンジンでマニュファクチュアラーズタイトルを獲得した。しかし、この車は主に、インディアナポリス専用に設計・開発され、物議を醸したプッシュロッドのメルセデス・ベンツ 500Iで知られている。インディ500（当時のUSACによって認可）と当時のCARTの認可団体との間の異なる技術ルールの抜け穴を突いて利用した。

## 概要
PC23は、前モデルであるPC22の設計を進化させたもので、1993年のインディ500で優勝し、シーズン全体で8勝を挙げたが、わずか8ポイント差でCARTタイトルを逃した。PC23とPC22との唯一の大きな違いは、1994年シーズンのルール変更で義務付けられたショートオーバルのリアウイングが小さくなったことであり、チーム・ペンスキーはこれらの変更の影響を最小限に抑えるために多くのテストを行った。トランスミッションにもいくつかの変更が加えられたが、PC23は主に進歩的なものであった。PC23にアクティブサスペンションシステムを搭載する計画は、CARTによるそのようなレギュレーションの禁止によりキャンセルされた。PC23とイルモアエンジンは1993年12月中旬までにテストの準備が整った。
PC23のインディ500バージョンは、新しいエンジンのために必要とされる、はるかに高いエンジンカバーを示していた。その他の変更には、プッシュロッドエンジンが提供するより低い回転数とより高出力とトルクに対処するために、ギアボックスの入力ギアへの変更が含まれていた。しかし、2つのバージョンのギアボックスは同じ重量であったため、重量バランスの変化は起こらなかった。メルセデス・ベンツ 500Iエンジンはイルモア インディV8よりもわずかに軽量であったが、吸気口が長かったため、エンジン全体の重心が500Iよりも高く、車全体のバランスが少し変化した。当時イルモア265Eと呼ばれていた500Iエンジンの開発とテストは、ターボチャージャーのブーストレベルが変更されたり、エンジンがインディ500の認可機関によって禁止される可能性があったため、極秘に行われた。

## 歴史

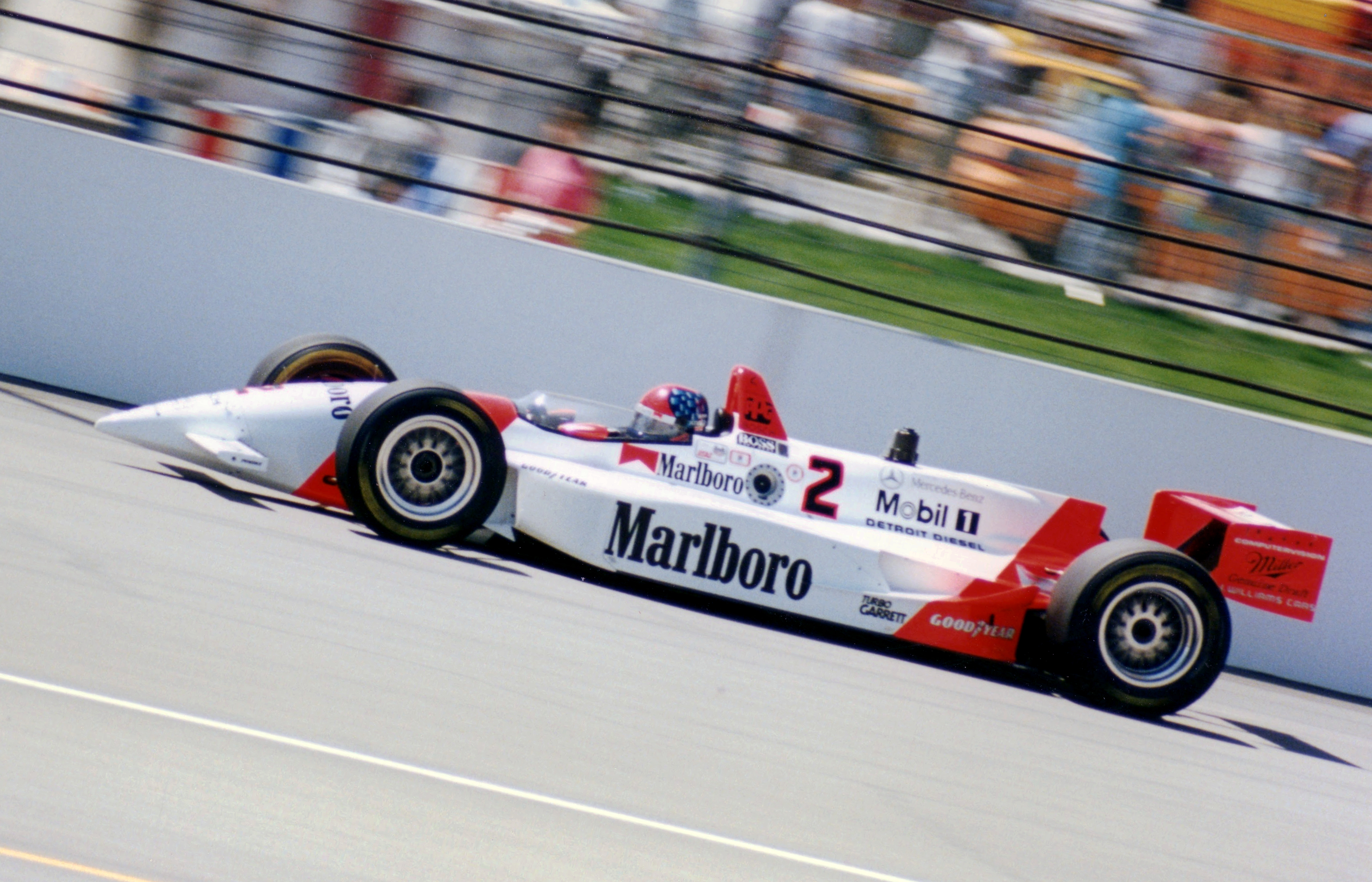
エマーソン・フィッティパルディが駆るPC23（1994年のインディ500にて）

PC23は1994年の開幕戦オーストラリアでデビューし、レイナードシャシーの鮮烈なデビューウィンで注目を集め、予選ではフィッティパルディが3位、アンサーJr.が5位、トレーシーが6位を付け、夜間のため10周短縮された決勝では、フィッティパルディが2位を獲得し、アンサーJr.とトレーシーは電気系統のトラブルでリタイアに終わった。シーズン最初のオーバルレースとなったフェニックスでは、フィッティパルディが優勝したのを皮切りに、シーズン6連勝を続け、アンサーJr.はロングビーチ、インディアナポリス、ミルウォーキーで3勝を挙げた。特にミルウォーキーでは、フィッティパルディが2位、トレーシーが3位に入るなど、チーム・ペンスキーが1-3と独占した。デトロイトではトレーシーが優勝、ポートランド、クリーブランドではアンサーJr.が2勝し、ペンスキーが再び1-3フィニッシュを独占した。しかしトロントではアンサーJr.のマシンがエンジンブローし、フィッティパルディが3位、トレーシーが5位に終わり、7連勝でストップした。ミシガンでは全員リタイアとなったが、続くミッドオハイオ、ニューハンプシャーでは2戦連続1-3フィニッシュし、両レース共アンサーJr.が優勝し、バンクーバーでも優勝を飾り、シーズン2度目の3連勝を達成した。ロード・アメリカでは、ルーキーのジャック・ヴィルヌーヴがCART初優勝を果たし、アンサーJr.はフィッティパルディを抑えてドライバーズチャンピオンを獲得した。終盤2戦のナザレスとラグナ・セカではトレーシーが2連勝で締めくくり、ドライバーズランキングではアンサーがチャンピオン、フィッティパルディが2位、トレーシーが3位で終えた。
1995年に1年前のマシンでインディ500での予選落ちを除けば、ペンスキーは新車PC24を使用したが、結果は芳しくなかった。しかし、ベッテンハウゼン・モータースポーツは、インディ500とミルウォーキーを除いてPC23を使用した。ドライバーのステファン・ヨハンソンは8戦ポイントを獲得し、ナザレスで記録した3位が最高位で、ランキング13位だった。1996年のU.S. 500で最後の走行を行ったが、ゲイリー・ベッテンハウゼンが89周目にクラッシュを喫した。

## レース戦績
| 年     | チーム                             | エンジン                                                  | タイヤ | ドライバー                      | No. | 1   | 2   | 3   | 4    | 5   | 6    | 7   | 8   | 9   | 10  | 11  | 12  | 13  | 14  | 15  | 16  | 17  | ポイント | D.C. |
| ------ | ---------------------------------- | --------------------------------------------------------- | ------ | ------------------------------- | --- | --- | --- | --- | ---- | --- | ---- | --- | --- | --- | --- | --- | --- | --- | --- | --- | --- | --- | -------- | ---- |
| 1994年 | マールボロ・チーム・ペンスキー     | イルモア 265D V8-ターボ メルセデス・ベンツ 500I V8-ターボ | G      |                                 |     | SFR | PHX | LBH | INDY | MIL | DET  | POR | CLE | TOR | MCH | MDO | NHA | VAN | ROA | NAZ | LAG |     |          |      |
| 1994年 | マールボロ・チーム・ペンスキー     | イルモア 265D V8-ターボ メルセデス・ベンツ 500I V8-ターボ | G      | エマーソン・フィッティパルディ  | 2   | 2   | 1   | 21  | 17   | 2   | 2    | 2   | 20  | 3   | 10  | 3   | 3   | 9   | 3   | 3   | 4   |     | 178      | 2位  |
| 1994年 | マールボロ・チーム・ペンスキー     | イルモア 265D V8-ターボ メルセデス・ベンツ 500I V8-ターボ | G      | ポール・トレーシー              | 3   | 16  | 23  | 20  | 23   | 3   | 1    | 3   | 3   | 5   | 16  | 2   | 2   | 20  | 18  | 1   | 1   |     | 152      | 3位  |
| 1994年 | マールボロ・チーム・ペンスキー     | イルモア 265D V8-ターボ メルセデス・ベンツ 500I V8-ターボ | G      | アル・アンサーJr.               | 31  | 14  | 2   | 1   | 1    | 1   | 10   | 1   | 1   | 29  | 8   | 1   | 1   | 1   | 2   | 2   | 20  |     | 225      | 1位  |
| 1995年 | ベッテンハウゼン・モータースポーツ | メルセデス・ベンツ IC108B V8t                             | G      |                                 |     | MIA | SFR | PHX | LBH  | NAZ | INDY | MIL | DET | POR | ROA | TOR | CLE | MCH | MDO | NHA | VAN | LAG |          |      |
| 1995年 | ベッテンハウゼン・モータースポーツ | メルセデス・ベンツ IC108B V8t                             | G      | ステファン・ヨハンソン          | 16  | 22  | 17  | 24  | 6    | 3   | DNQ1 | 21  | 11  | 6   | 10  | 14  | 8   | 6   | 23  | 25  | 4   | 14  | 60       | 13位 |
| 1995年 | マールボロ・チーム・ペンスキー     | メルセデス・ベンツ IC108B V8t                             | G      | エマーソン・フィッティパルディ2 | 89  |     |     |     |      |     | DNQ  |     |     |     |     |     |     |     |     |     |     |     | - 2      | NC2  |
| 1996年 | ベッテンハウゼン・モータースポーツ | メルセデス・ベンツ IC108B V8t                             | G      |                                 |     | MIA | RIO | SFR | LBH  | NAZ | 500  | MIL | DET | POR | CLE | TOR | MCH | MDO | ROA | VAN | LAG |     |          |      |
| 1996年 | ベッテンハウゼン・モータースポーツ | メルセデス・ベンツ IC108B V8t                             | G      | ゲイリー・ベッテンハウゼン      | 26  |     |     |     |      |     | 21   |     |     |     |     |     |     |     |     |     |     |     | 0        | 39位 |

- 太字はポールポジション、斜字はファステストラップ。(key)
- 1 ヨハンソンはレイナード・94I-フォードXB V8tを駆り予選通過。
- 2 89号車の結果のみがカウント。フィッティパルディはPC24でシーズンを通して走行し、67ポイントを獲得し、ランキング11位。